# Hilda Pihlajamäki
Hilda Pihlajamäki (12 de noviembre de 1866-23 de agosto de 1951) fue una actriz teatral y cinematográfica finlandesa.

## Biografía
Su verdadero nombre era Hilda Johanna  Koivisto, y nació en Kangasala, Finlandia, siendo sus padres Kustaa Ranta-Koivisto y Johanna Lovisa Pulkki. Estudió actuación en Suecia, Alemania, Francia y Dinamarca. Actuó en el Teatro de August Aspegren entre 1887 y 1897, en el Uusi Teatteri desde 1897 a 1899, en el Suomalainen maaseututeatteri entre 1899 y 1903, y en el Suomen Näyttämö de Kasimir Leino desde 1903 a 1904. Además, Hilda Pihlajamäki fue actriz del Teatro Nacional de Finlandia desde el año 1904 hasta 1932.
Por su trayectoria como actriz, en el año 1946 fue premiada con la Medalla Pro Finlandia. Aparte de su labor artística, Pihlajamäki formó parte de la sociedad teosófica Ruusu-Risti, dirigiéndola entre 1934 y 1951.  
Hilda Pihlajamäki falleció en el año 1951. Había estado casada desde 1906 con el actor Aapo Pihlajamäki.

## Filmografía
- 1937: Miehen kylkiluu
- 1937: Ja alla oli tulinen järvi
- 1951: Aila, Pohjolan tytär